# Abū Muslim
Abū Muslim, mit vollem Namen ʿAbd ar-Rahmān ibn Muslim al-Churāsānī (arabisch أبو مسلم عبد الرحمن بن مسلم الخراساني; * nach einigen Quellen um 720 in Merw, nach anderen in der Umgebung von Isfahan; † 12. Februar 755 in Kufa im Irak) war der Führer einer religiös-politischen Bewegung in Chorasan, die im Ergebnis zum Sturz der Umayyaden und zur Machtergreifung der Abbasiden führte. Der persische „Architekt“ der abbasidischen Revolution gilt als persischer Nationalheld und Widerstandskämpfer.

## Herkunft und frühe Jahre
Es liegen keine gesicherten Quellen über die Herkunft und den Geburtsnamen Abu Muslims vor. Er war möglicherweise ein Sklave persischer Abstammung im Dienste eines arabischen Stammes in Kufa. Es existieren jedoch auch arabische Quellen, die ihn wahlweise als Mitglied der abbasidischen Familie, als Kurden, als Jemeniten, oder auch als Abkömmling der antiken iranischen Aristokratie bezeichnen. Abu Muslim wuchs in Kufa auf, zu damaliger Zeit ein politischer Unruheherd. Im Alter von etwa 20 Jahren gehörte er zu den Gefolgsleuten al-Mughira bin Sa’id, dem Begründer der extremen schiitischen Sekte der Mughiriyya.

## Seine Rolle bei der abbasidischen Revolution
Im Jahre 741 oder 742 wurde er durch Führer der abbasidischen Bewegung Chorasans aus dem Gefängnis in Kufa befreit. Das Familienoberhaupt der Abbasiden, Ibrahim bin Muhammad, gab ihm den Namen „Abu Muslim“ und schickte ihn einige Jahre später nach Chorasan, um dort durch propagandistische Agitationen eine Revolte gegen das umayyadische Kalifat auszulösen und anzuführen. Zunächst wurde Abu Muslim von den schiitischen Führern in Chorasan abgelehnt. Bei einem Treffen während der nächsten Pilgerfahrt beharrte Ibrahim den Rebellen gegenüber auf der Führerschaft Abu Muslims. Abu Muslim ließ sich in Merw nieder und verbreitete dort mit Hilfe von Missionaren die abbasidische Propaganda. In der Folge wuchs seine Anhängerschaft rasch.
Am 15. Juni 747 hisste Abu Muslim das „Schwarze Banner“ und begann den Aufstand gegen die Umayyaden. Er eroberte mit Hilfe des arabischen Stammes der Yamani Herat, Balch und weitere Städte. Um den Jahreswechsel 747/748 eroberte er Merw, die Hauptstadt des Statthalters Nasr ibn Saiyār, der fliehen konnte und nach weiteren Kämpfen getötet wurde. Abu Muslim unterdrückte eine Revolte in Balch und übernahm die Macht. Den konkurrierenden Rebellen ʿAbdallāh ibn Muʿāwiya aus der Nachkommenschaft Abū Tālibs ließ er beseitigen. Von Merw aus verfolgte Abū Muslims General Qahtaba bin Schabib die umayyadischen Streitkräfte in westlicher Richtung, was zu einem Ende der Dynastie führen sollte.

## Als Gouverneur in Chorasan
Nachdem as-Saffah – Ibrahims Bruder – zum Kalifen ausgerufen wurde, leistete Abū Muslim dem neuen Kalifen den Treueid und übernahm das Amt des Gouverneurs in Chorasan. Im Jahre 750/751 unterdrückte Abu Muslim eine schiitische Revolte in Buchara und ließ seinen General Abu Da’ud nach Osten vorstoßen. Kalif as-Saffah zögerte aufgrund des Einflusses von Abu Muslim, Abu Salama, den Gouverneur Kufas, hinzurichten. Abu Muslim zeigte sich indes nicht nur einverstanden mit dem Mord, sondern heuerte auch noch as-Saffahs Mörder an. Seine Beziehung zum Kalifen verschlechterte sich aufgrund des gegenseitigen Misstrauens allmählich. Im Jahre 754 bat Abū Muslim den Kalifen schriftlich um die Leitung der Wallfahrt nach Mekka. Der Kalif erlaubte ihm dies, änderte dann aber seine Meinung und übertrug die Leitung der Pilgerfahrt seinem Bruder Al-Mansur, der zu dieser Zeit Statthalter der Dschazira und Armeniens war. Auf diese Weise hoffte er, Abū Muslim besser kontrollieren zu können.

## Auseinandersetzung mit al-Mansūr und Ermordung
Als Saffāh im Juni 754 starb, nachdem er al-Mansūr zu seinem Thronfolger bestimmt hatte, befanden sich Abū Muslim und al-Mansūr gerade auf der Rückkehr vom Haddsch nach Mekka. Nach einem Bericht, den at-Tabarī überliefert, zögerte Abū Muslim, al-Mansūr zum Kalifat zu beglückwünschen. Ein anderer Bericht dagegen, den at-Tabarī überliefert, besagt hingegen, dass Abū Muslim al-Mansūr ohne Verzögerung den Treueid schwor und ihm versprach, ihn gegen seinen Onkel ʿAbdallāh ibn ʿAlī, der ebenfalls das Kalifat beanspruchte, zu verteidigen. Die Berichte stimmen darin überein, dass Abū Muslim anschließend von al-Mansūr ausgesandt wurde, um ʿAbdallāh ibn ʿAlī niederzukämpfen. Als letzterer davon erfuhr, ließ er zahlreiche Chorasaner in seinem Heer umbringen, da er fürchtete, dass diese zu Abū Muslim überlaufen würden. Im November 754 konnte Abū Muslim ʿAbdallāh bei Nisibis besiegen.
Nach dem Sieg kam es zwischen Abū Muslim und al-Mansūr zu einem Streit über die bei Nisibis gemachte Kriegsbeute. Um ihn besser kontrollieren zu können und von seiner Anhängerschaft zu trennen, ernannte der Kalif Abū Muslim zum Gouverneur von Ägypten und Syrien, doch weigerte sich Abū Muslim, dieses Amt zu übernehmen, und trat den Heimweg nach Chorasan an. Nach einem längeren Briefwechsel, bei dem der Kalif Abū Muslim unter Androhung des Todes befahl, in die Hauptstadt zu kommen, und verschiedenen Vermittlungsversuchen ließ sich Abū Muslim schließlich doch dazu überreden, den Kalifen im Irak aufzusuchen. Er wurde im Palast entwaffnet und durch fünf gedungene Mörder auf Befehl und vor den Augen des Kalifen getötet.

## Posthume Verehrung
In den östlichen Provinzen des Abbasidenreiches blieb das Andenken an Abū Muslim sehr wach. Schon zwei Monate nach seiner Ermordung sammelte in Nischapur der Zoroastrier Sunbādh die Anhänger Abū Muslims um sich und erhob sich gegen die Abbasiden. Mit einer Armee von 100.000 Mann zog er gegen Westen und drohte, die Kaaba zu zerstören. Sein Heer wurde allerdings 70 Tage später zwischen Rey und Hamadan von einem General al-Mansūrs besiegt, 30.000 seiner Anhänger sollen hierbei getötet worden sein. Verschiedene religiös-politische Gruppierungen wie die Rāwandīya betrachteten Abū Muslim als Imam bzw. göttliche Inkarnation. Abū Muslims Leben wurde außerdem in verschiedenen Epen literarisch gestaltet, wie zum Beispiel in den Achbār Abī Muslim ṣāḥib ad-daʿwa von Abū ʿAbdallāh Muhammad b. ʿUmrān Marzubānī und dem Abū Muslim-nāma von Abū Tāhir Tarsūsī. Mit Abu Moslem Mashhad existiert heute auch ein iranischer Fußball-Klub, der nach ihm benannt ist.